# Al-Shula
Der al-Shula Sports & Cultural Club (arabisch نادي الشعلة الرياضي والثقافي, DMG Nādī š-Šuʿla ar-riyāḍī wa-ṯ-ṯaqāfī) ist ein jemenitischer Sportklub mit Sitz in der Stadt Aden.

## Geschichte
Der Klub wurde am 13. Februar 1968 gegründet. Seinen einzigen Meistertitel gewann der Klub in der letzten noch im Südjemen ausgespielten Meisterschaft 1989/90. In den ersten Jahren des Wiedervereinigten Jemens spielte man noch in der oberen Tabellenhälfte mit, konnte aber keine weiteren Erfolge erzielen. In der Saison 1993/94 konnte man sich dann einmal nur noch knapp vor dem Abstieg bewahren, dies war jedoch nur ein kurzzeitiges Tief und für die folgenden Spielzeiten kehrte man wieder in bekannte Tabellenregionen zurück. Der Abstieg kam dann aber nach der Spielzeit 2000/01. Nach der Spielzeit 2003/04 gelang dann als Erster der Zweiten Liga wieder der Aufstieg. Man konnte anschließend dann auch die Liga erst einmal wieder halten, auch wenn man stets im Abstiegskampf mit drin steckte. Zum Ende des Jahrzehntes gibt es dann noch einmal einen kleinen Aufschwung, welcher jedoch im Abstieg nach dem Saisonende 2009/10 endete. Zur Spielzeit 2011/12 kehrt das Team jedoch direkt wieder zurück. Nach der Runde 2013 ging es aber auch schon wieder runter.
Zur Spielzeit 2014/15 kehrte man dann wieder einmal zurück, durch die Militärintervention wurde die Spielzeit im Januar 2015 aber abgebrochen. Danach gab es für das Team erst einmal keinen regulären Spielbetrieb. Man spielte aber in ein paar kleineren Turnieren, mit einigem Erfolge mit. Zur Saison 2019/20 fand dann erstmals wieder ein landesweites Turnier statt, wo al-Shula in seiner Gruppe aber nicht die Playoffs erreichte. In der Spielzeit 2021 spielten alle Teams aus der Saison 2014/15, womit auch al-Wahda einen Startplatz hatte. Nach zwei Spieltagen wurden aber alle Teams aus Aden ausgeschlossen weil sie nicht zu den Partien erschienen sind, inklusive al-Shula.

## Erfolge
- Yemeni League (Südjemen): 1989/90
- Ali Muhsin al-Murisi Cup: 2006, 2008, 2013, 2023